# بشت رود (نرغسان)
بشت رود (بالفارسية: پشت‌رود) هي منطقة سكنية تقع في إيران في قسم نرغسان الریفي.